# Rocade (voie)
Pour les articles homonymes, voir Rocade.

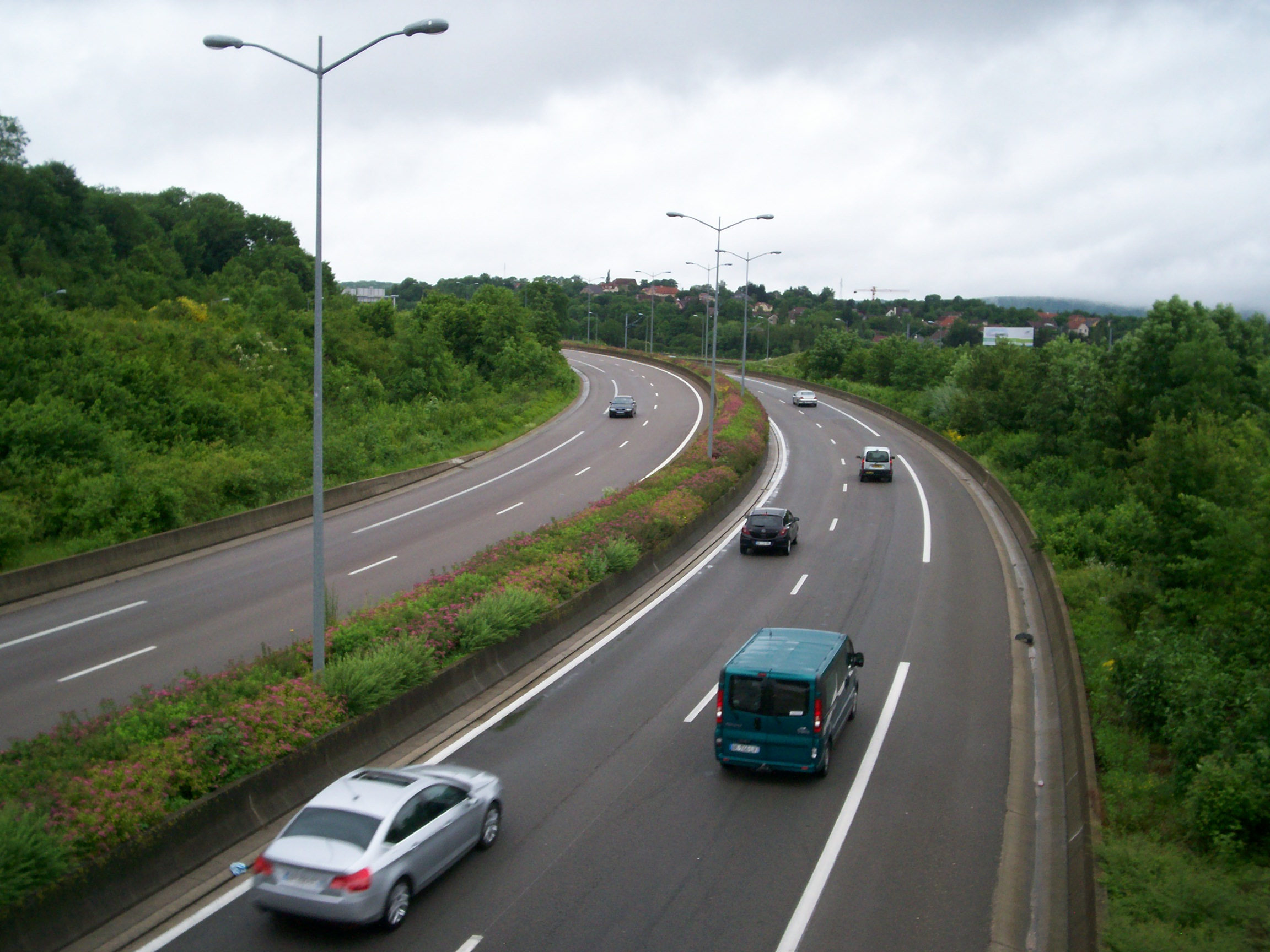
La rocade de Besançon au niveau de l'échangeur de Saint-Claude, en direction de Nancy.

En génie civil le mot rocade désigne une voie de circulation rapide urbaine qui contourne ou longe une agglomération. Une rocade peut relier deux villes (par exemple la rocade entre Nice et Monaco), plusieurs villes (par exemple la rocade minière D301 et A21 dans le Pas-de-Calais et le Nord qui relie Bruay-la-Buissière, Lens, Douai et Denain) ou former une voie périphérique qui contourne ou entoure une zone urbaine (par exemple à Paris, Bordeaux ou Rennes).
Historiquement une rocade est un axe routier militaire assurant la liaison entre plusieurs pénétrantes. Le terme est réutilisé du domaine militaire où une rocade permet de — par analogie avec le jeu d'échecs — de roquer des unités entre secteurs du front. 
En France, la vitesse en ville est limitée par la loi à 50 km/h et à des vitesses avoisinantes par la signalisation. Une rocade permet donc de traverser la ville sans être exposé à ces limitations de vitesse, au prix d'un détour plus ou moins important.
En France, les rocades peuvent avoir le statut d'autoroutes, de routes nationales ou départementales. La vitesse y est généralement limitée à 70 km/h, 90 km/h ou exceptionnellement à 110 km/h.
Les rocades permettent généralement une circulation sur deux ou trois voies. Elles sont conçues pour les automobiles, motocyclettes et véhicules de transport de marchandises, mais selon le cas peuvent être ouvertes aux cyclomoteurs voire aux vélos. 
Parmi les agglomérations françaises équipées de rocades, on compte notamment Amiens, Arles, Besançon, Bordeaux, Bayonne, Caen, Dijon, Fort-de-France, Lille, Lyon, Nantes, Rennes, Rouen, Toulouse et Troyes.

Panonceau de signalisation routière français. Indique l’accès à une rocade.